# Jack Simpson
Jack Benjamin Simpson (8 de gener de 1997) és un futbolista professional anglès que juga de defensa al Cardiff City FC.